# 蓬卡萊敦
蓬卡萊敦（芬蘭語：Punkalaidun）是芬蘭南部皮尔坎马区的市镇。始建於1639年，市镇面積为364平方公里，2023年人口数量为2,645人，人口密度為每平方公里7.32人。

## 外部連結
- 官方网站  （文）